# Associazione Calcio Lumezzane 1999-2000
Questa voce raccoglie le informazioni riguardanti l'Associazione Calcio Lumezzane nelle competizioni ufficiali della stagione 1999-2000.

## Stagione
Nella stagione 1999-2000 il Lumezzane disputa il girone A del campionato di Serie C1, raccoglie 38 punti con il 14º posto della classifica, per ottenere il mantenimento della categoria disputa il playout contro il Montevarchi, pareggia in Toscana e vince in Valle Gobbia, ottenendo la salvezza. Allenato da Alessandro Scanziani nella prima parte della stagione, poi da Giuseppe Pillon nel finale di campionato. Mette insieme 19 punti tanto nel girone di andata, ché nel ritorno, facendosi trovare pronto negli spareggi. Più soddisfazioni nelle due Coppe Italia, nella Coppa Italia nazionale, giocata grazie al terzo posto ottenuto la stagione scorsa, il Lumezzane disputa il girone 3 di qualificazione, vinto dal Genoa. Poi partecipa alla Coppa Italia di Serie C con un ottimo percorso, iniziando dai sedicesimi dove elimina il Brescello, negli ottavi supera la Reggiana, nei quarti elimina il Padova, in semifinale cede il passo al Pisa.

## Rosa

Il neoacquisto Antonio Buscè, migliore marcatore stagionale dei rossoblù.

| N. |                   | Ruolo | Calciatore          |
| -- | ----------------- | ----- | ------------------- |
|    | Italia (bandiera) | A     | Fabio Alteri        |
|    | Italia (bandiera) | A     | Roberto Ambrosini   |
|    | Italia (bandiera) | C     | Mauro Antonioli     |
|    | Italia (bandiera) | A     | Roberto Bonazzi     |
|    | Italia (bandiera) | P     | Marco Borghetto     |
|    | Italia (bandiera) | C     | Cristian Boscolo    |
|    | Italia (bandiera) | D     | Stefano Botti       |
|    | Italia (bandiera) | D     | Oscar Brevi         |
|    | Italia (bandiera) | C     | Massimiliano Brizzi |
|    | Italia (bandiera) | D     | Emanuele Bruni      |
|    | Italia (bandiera) | C     | Antonio Buscè       |

| N. |                       | Ruolo | Calciatore            |
| -- | --------------------- | ----- | --------------------- |
|    | Italia (bandiera)     | C     | Massimiliano Caliari  |
|    | Italia (bandiera)     | D     | Marco Cassetti        |
|    | Italia (bandiera)     | P     | Luca Chittolini       |
|    | Italia (bandiera)     | C     | Andrea Cossu          |
|    | Italia (bandiera)     | D     | Cristiano Donà        |
|    | Italia (bandiera)     | A     | Walter Mirabelli      |
|    | Italia (bandiera)     | C     | Corrado Oldoni        |
|    | Italia (bandiera)     | C     | Alessandro Pontarollo |
|    | Italia (bandiera)     | C     | Michele Sella         |
|    | Italia (bandiera)     | D     | Marco Zaninelli       |
|    | Jugoslavia (bandiera) | A     | Emil Zubin            |

## Risultati

### Serie C1

#### Girone di andata
| Arbitro: | Evangelista (Avellino) |

|  |           |                |
|  | Marcatori | 42’ G. Savoldi |

| Cremona 12 settembre 1999 2ª giornata | Cremonese       | 0 – 0 | Lumezzane | Stadio Giovanni Zini\| Arbitro: \| Ferlito (Prato) \| |
| Arbitro:                              | Ferlito (Prato) |       |           |                                                       |

| Arbitro: | Cuttica (Alessandria) |

|           |           |               |
| Zubin 18’ | Marcatori | 78’ Scandurra |

| Arbitro: | Semeraro (Taranto) |

|                                |           |                            |
| M. Vieri 36’ Crippa 47’ (rig.) | Marcatori | 21’ Bonazzi 26’, 76’ Buscè |

| Lumezzane 3 ottobre 1999 5ª giornata | Lumezzane         | 0 – 0 | Lecco | Nuovo Stadio Comunale\| Arbitro: \| Valensin (Milano) \| |
| Arbitro:                             | Valensin (Milano) |       |       |                                                          |

| Arbitro: | Benedetto (Messina) |

|            |           |  |
| Pinton 55’ | Marcatori |  |

| Arbitro: | Ardito (Bari) |

|                      |           |  |
| Alteri 74’ Zubin 87’ | Marcatori |  |

| Arbitro: | Ferraro (Crotone) |

|             |           |           |
| Merloni 92’ | Marcatori | 71’ Buscè |

| Arbitro: | Cannella (Palermo) |

|  |           |           |
|  | Marcatori | 93’ Centi |

| Arbitro: | Dondarini (Finale Emilia) |

|                    |           |                            |
| Contini 32’ (aut.) | Marcatori | 48’ Ferretti 72’ Carruezzo |

| Como 21 novembre 1999 11ª giornata | Como          | 0 – 0 | Lumezzane | Stadio Giuseppe Sinigaglia\| Arbitro: \| Cenni (Imola) \| |
| Arbitro:                           | Cenni (Imola) |       |           |                                                           |

| Arbitro: | Cirone (Palermo) |

|                |           |           |
| Pontarollo 59’ | Marcatori | 92’ Zanon |

| Arbitro: | Niccolai (Livorno) |

|              |           |  |
| Bizzarri 14’ | Marcatori |  |

| Arbitro: | Carrer (Conegliano) |

|                                            |           |            |
| Granori 54’ Stringardi 63’ Paco Soares 88’ | Marcatori | 91’ Alteri |

| Arbitro: | Papini (Perugia) |

|           |           |             |
| Buscè 75’ | Marcatori | 59’ Beretta |

| Arbitro: | Rossomando (Salerno) |

|  |           |           |
|  | Marcatori | 16’ Botti |

| Arbitro: | Griselli (Livorno) |

|                             |           |             |
| O. Brevi 50’ Pontarollo 93’ | Marcatori | 53’ Porfido |

#### Girone di ritorno
| Arbitro: | Liberti (Genova) |

|                |           |               |
| G. Savoldi 36’ | Marcatori | 63’ Mirabelli |

| Arbitro: | Ciampi (Pisa) |

|  |           |                           |
|  | Marcatori | 72’ Castagna 89’ Guarneri |

| Lucca 23 gennaio 2000 20ª giornata | Lucchese       | 0 – 0 | Lumezzane | Stadio Porta Elisa\| Arbitro: \| Palanca (Roma) \| |
| Arbitro:                           | Palanca (Roma) |       |           |                                                    |

| Arbitro: | Vicinanza (Albenga) |

|  |           |                      |
|  | Marcatori | 77’ (rig.) Chiaretti |

| Arbitro: | Zenere (Schio) |

|              |           |            |
| Tagliani 57’ | Marcatori | 85’ Alteri |

| Lumezzane 13 febbraio 2000 23ª giornata | Lumezzane                | 0 – 0 | Siena | Nuovo Stadio Comunale\| Arbitro: \| Morganti (Ascoli Piceno) \| |
| Arbitro:                                | Morganti (Ascoli Piceno) |       |       |                                                                 |

| Arbitro: | Maselli (Lucca) |

|                    |           |           |
| Sandrin 74’ (rig.) | Marcatori | 20’ Buscè |

| Arbitro: | Pieri (Genova) |

|                                  |           |                |
| Alteri 69’ Buscè 90’ (rig.), 94’ | Marcatori | 78’ Cancellato |

| Arbitro: | Carrer (Conegliano) |

|                                     |           |              |
| Mandelli 19’ Centi 48’ Saverino 85’ | Marcatori | 82’ Cassetti |

| Arbitro: | Palanca (Roma) |

|                           |           |  |
| Carruezzo 50’ (rig.), 60’ | Marcatori |  |

| Arbitro: | M. Mazzoleni (Bergamo) |

|           |           |              |
| Zubin 80’ | Marcatori | 50’ Ferrigno |

| Arbitro: | Cavuoti (Vasto) |

|                 |           |  |
| Soncin 14’, 67’ | Marcatori |  |

| Arbitro: | Dattilo (Locri) |

|            |           |           |
| Oldoni 81’ | Marcatori | 48’ Mayer |

| Arbitro: | Battistella (Conegliano) |

|                                |           |              |
| Alteri 8’ Zubin 60’ Brizzi 80’ | Marcatori | 93’ Pierotti |

| Arbitro: | Rizzoli (Bologna) |

|                  |           |                     |
| Orfei 77’ (rig.) | Marcatori | 56’ Cossu 62’ Zubin |

| Arbitro: | Ardito (Bari) |

|                  |           |  |
| Buscè 60’ (rig.) | Marcatori |  |

| Arbitro: | Dattilo (Locri) |

|                                            |           |  |
| Mobili 10’ O. Brevi 54’ (aut.) Porfido 73’ | Marcatori |  |

### Playout
| Montevarchi 28 maggio 2000 Andata | Montevarchi           | 0 – 0 | Lumezzane | Stadio Gastone Brilli Peri\| Arbitro: \| Cuttica (Alessandria) \| |
| Arbitro:                          | Cuttica (Alessandria) |       |           |                                                                   |

| Arbitro: | Pieri (Genova) |

|            |           |  |
| Alteri 55’ | Marcatori |  |

### Coppa Italia

#### Gruppo 3
| Arbitro: | Soffritti (Ferrara) |

|                    |           |           |
| Francioso 59’, 63’ | Marcatori | 3’ Oldoni |

| Arbitro: | Serena (Bassano del Grappa) |

|                                |           |                             |
| O. Brevi 62’ Alteri 87’ (rig.) | Marcatori | 10’ Bonacina 77’ A. Colombo |

| Arbitro: | Saccani (Mantova) |

|                      |           |  |
| Mastrolilli 50’, 72’ | Marcatori |  |

| Arbitro: | Branzoni (Pavia) |

|                     |           |                |
| Alteri 20’ Donà 38’ | Marcatori | 52’ Marchionni |

| Arbitro: | Racalbuto (Gallarate) |

|  |           |                            |
|  | Marcatori | 44’ Torrente 92’ Francioso |

| Arbitro: | Soffritti (Ferrara) |

|                              |           |          |
| Topic 47’ Triuzzi 58’ (rig.) | Marcatori | 1’ Zubin |

### Coppa Italia Serie C

#### Sedicesimi di finale
| Arbitro: | Benedetti (Vicenza) |

|            |           |            |
| Alteri 37’ | Marcatori | 72’ Fusani |

| Arbitro: | Ciampi (Pisa) |

|  |           |               |
|  | Marcatori | 76’ Ambrosini |

#### Ottavi di finale
| Arbitro: | Cavallaro (Legnago) |

|  |           |                             |
|  | Marcatori | 2’ Minetti 28’ Giandomenico |

| Arbitro: | Bergonzi (Genova) |

|              |           |                               |
| Mazzocco 44’ | Marcatori | 8’ Alteri 58’ Brevi 73’ Zubin |

#### Quarti di finale
| Arbitro: | Cenni (Imola) |

|                     |           |  |
| Alteri 6’ Zubin 60’ | Marcatori |  |

| Arbitro: | Rizzoli (Bologna) |

|                                 |           |                      |
| Della Giovanna 41’ Riccardo 70’ | Marcatori | 30’ Brizzi 52’ Zubin |

#### Semifinale
| Arbitro: | Girardi (San Donà di Piave) |

|  |           |             |
|  | Marcatori | 41’ Savoldi |

| Arbitro: | Ambrosino (Torre del Greco) |

|                                    |           |                  |
| Andreotti 32’ (rig.) Femiano 90+1’ | Marcatori | 71’ (rig.) Buscè |